# Катков, Владислав Леонидович
Катков Владислав Леонидович (11 мая 1936, Кривой Рог, Днепропетровская область — 2015, неизвестно) — советский и белорусский учёный в области прикладной математики, программирования и информатики. Доктор технических наук (1979), профессор (1983).

## Биография
Родился 11 мая 1936 года в городе Кривой Рог Днепропетровской области УССР.
В 1954 году окончил среднюю школу № 13 в городе Борисов Минской области.
В 1959 году окончил механико-математический факультет Московского государственного университета имени М. В. Ломоносова по специальности «механика».
В 1959—1979 годах работал в Институте математики Сибирского отделения АН СССР (Новосибирск), вычислительном центре СО АН СССР и Новосибирском филиале Института точной механики и вычислительной техники АН СССР.
С 1979 года в НИИЭВМ (Минск). В 1982—1985 годах организовал и заведовал кафедрой системного программирования БГУ. С 1985 года в Институте математики АН Белоруссии. В 1989—1990 годах — организатор всесоюзной и международной студенческих олимпиад по программированию. С 1991 года — директор Вычислительного центра АН Белоруссии, с 1995 года, после присоединения ВЦ к ИТК, — заведующий лабораторией моделирования экологических систем.
По совместительству работал в Новосибирском и Белорусском государственных университетах, в Европейском гуманитарном университете (Минск) доцентом, профессором и заведующим кафедрой.
С 2002 года — главный научный сотрудник лаборатории картографических систем и технологий.
Умер в 2015 году.

## Научная деятельность
Специалист в области прикладной математики, программирования и информатики. Кандидат физико-математических наук с 1965 года, доцент с 1970 года.
Автор 170 научных трудов, в том числе 7 монографий. Подготовил 11 кандидатов наук.
В область научных интересов входили:
- технология программирования:
  - язык Эпсилон и трансляторы с него для создания программ обработки символьной информации на машинах М-20, М-220, БЭСМ-6, Минск-22;
  - создание серии компиляторов для советского многопроцессорного вычислительного комплекса «Эльбрус»;
  - инструментальный комплекс РИТМ для разработки программ на языках ПЛ/1, Паскаль, Фортран, Ада, Си, система текстовой обработки СТРЕЛА;
- компьютерные алгебраические системы:
  - система СОФУС для вычисления группы Ли, допускаемой дифференциальными уравнениями;
  - система аналитического дифференцирования на языках Си, Фортран, Паскаль;
- математическое моделирование экологических задач:
  - ветровой перенос загрязнений при чрезвычайных ситуациях;
  - моделирование лесного пожара;
  - модель динамики древостоя на 100—150 лет.

Получал гранты от Международного научного фонда (1994), Правительства Беларуси (1995), фонда Джона Д. и Кэтрин Т. Макартуров (1997), Белорусского республиканского фонда фундаментальных исследований (2000). Состоял в International Federation of In-formation Processing, Artificial Intelligence & Education, Международной академии информатизации, Association for Computing Machinery (1991—1994), The IEEE (1993—1994).
Принимал участие в конгрессе ИНПРИМ-2000.

### Научные труды
- Программирование на языке ЭПСИЛОН / В. Л. Катков, А. Ф. Рар. — Новосибирск: Наука, 1972. — 62 с.
- Персональные ЭВМ — эффективный инструмент автоматизации / В. Л. Катков; ред. М. Д. Попов; Ин-т математики АН БССР. — Минск: Наука и техника, 1989. — 78 с. ISBN 5-343-00167-X.
- Computerized system of analytic transformations for analyzing of differential equations. // Lecture Notes in Computer Science, Proc. of EUROCAL’87, № 378, 1989. Р. 179—185 (в соавторстве с М. Д. Поповым).
- Программирование. Учеб. пос. для студ. вузов ...  по спец. «Прикл. математика» / В. Л. Катков, Э. З. Любимский. — Минск: Вышэйшая школа, 1992. — 295 с.
- Программное обеспечение ЭВМ. Учеб. пос. для студ. вузов ...  по спец. «Прикл. математика» / В. Л. Катков, Э. З. Любимский. — Минск: Вышэйшая школа, 1992. — 219 с.
- РИТМ-технология автоматизации программирования / Академия наук Беларуси, Вычислительный центр; [науч. ред. д-р техн. наук Г. В. Римский]. — Минск: ВЦ АН Беларуси, 1993. — 201 с.
- Автоматическое дифференцирование и его приложения // Весцi НАН Беларусi. Сер. фiз.-тэхн. навук. 2000. — № 1. — С. 68—75.
- Математическое моделирование ветрового переноса загрязнений / В. Л. Катков. Минск: БГУ, 2003. — 88 с.

## Награды
- Орден «Знак Почёта» (1982);
- Медаль «В ознаменование 100-летия со дня рождения Владимира Ильича Ленина» (1970).